# أندريه جيل (شاعر)
أندريه جيل (بالفرنسية: André Gill)‏ هو رسام وشاعر فرنسي، ولد في 17 أكتوبر 1840 في باريس في فرنسا، وتوفي في 1 مايو 1885 في شارنتون لو بونت في فرنسا.

## وصلات خارجية
- أندريه جيل على موقع الموسوعة البريطانية (الإنجليزية)
- أندريه جيل على موقع ميوزك برينز (الإنجليزية)
- أندريه جيل على موقع ديسكوغز (الإنجليزية)